# AGL 스트라이커

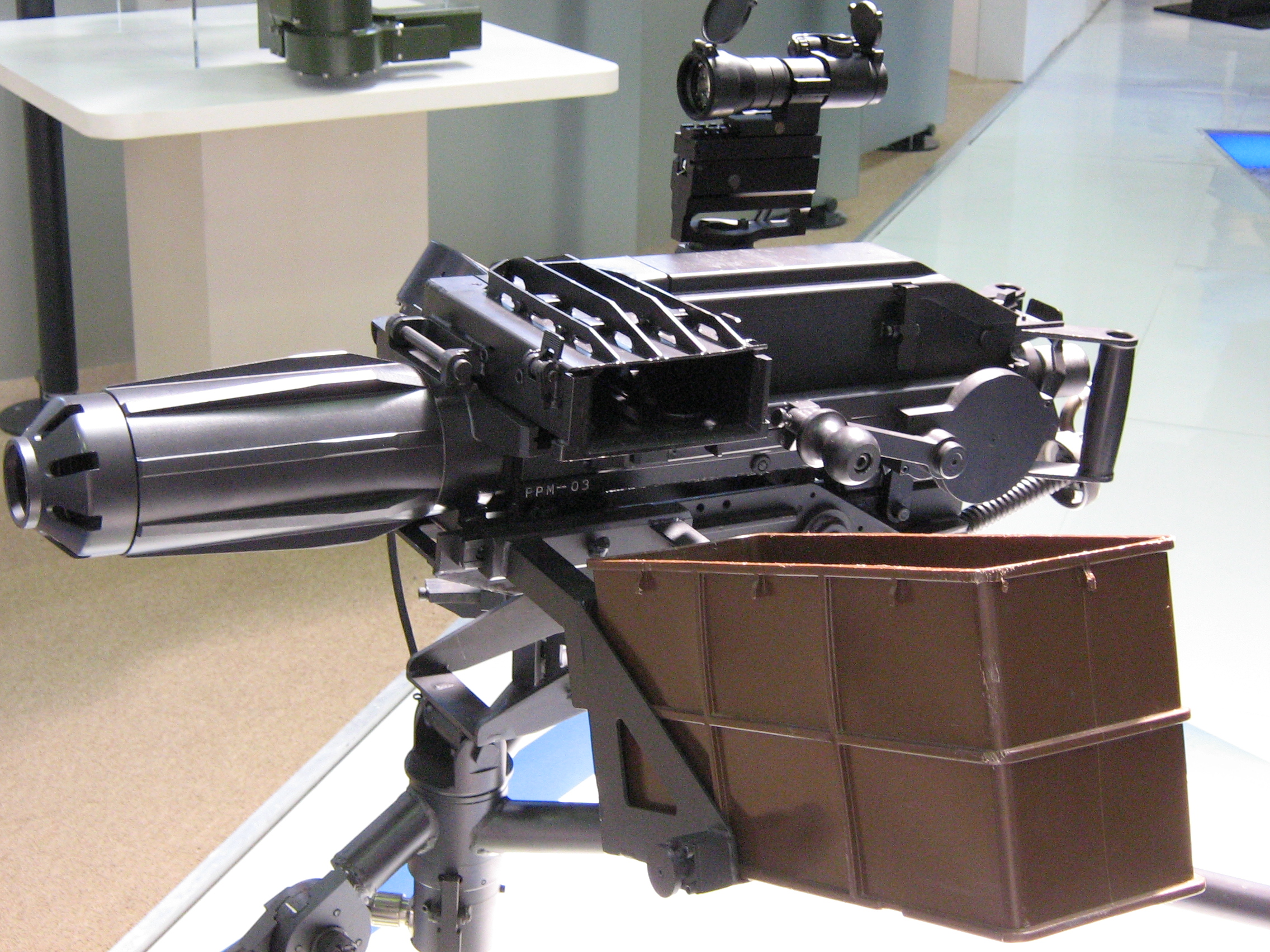

AGL 스트라이커는 리미테드사가 AS88이란 명칭으로 개발한 것을 남아프리카공화국의 데넬 그룹의 일원인 벡터사가 구매하여 개량한 자동유탄발사기다. 생산은 1999년부터 이뤄졌다.
AGL 스트라이커는 반동 작동 방식으로 표준 40 X 53mm 유탄은 모두 발사할 수 있다. 급탄은 좌우에서 가능하며 급탄 방향의 변경에는 특별한 공구가 필요없다. 머즐 부스터의 압력을 조정하여 발사속도를 분당 360 ~ 425발까지 조정할 수 있다.

## 같이 보기
- 헤클러운트코흐 유탄기관총
- AGS-17
- Mk 19 유탄발사기